# 坪上汤帝庙
坪上汤帝庙，位于山西省晋城市泽州县周村镇坪上村东，是一座古建筑，建于明至清。
2013年3月5日，坪上汤帝庙公布为第七批全国重点文物保护单位，编号7-0878。